# Квіані
Квіані (груз. ქვიანი) — село в Грузії.
За даними перепису населення 2014 року в селі проживає 715 осіб.